# Tomoderus napolovi
Tomoderus napolovi es una especie de coleóptero de la familia Anthicidae.

## Distribución geográfica
Habita en Vietnam.